# Yıldız Tilbe
 (novembre 2016).
Yıldız Tilbe est une chanteuse turque d'origine kurde, née le 16 juillet 1966 à Izmir en Turquie. 

## Discographie
1. Albums

- Delikanlım (1994)
- Dillere Destan (1995)
- Aşkperest (1996)
- Salla Gitsin Dertlerini  (1998)
- Gülüm (My Rose) (2001)
- Haberi Olsun (2002)
- Yürü Anca Gidersin (2003)
- Yıldız'dan Türküler (2004)
- Sevdiğime Hiç Pişman Olmadım (2004)
- Papatya Baharı (2005)
- Tanidim Seni (2006)
- Güzel (2008)
- Aşk İnsanı Değiştirir (2009)
- Hastayım Sana (2010)
- Oynama (2011)
- Yeniden Eskiler Arabesk (2013)
- Şivesi Sensin Aşkın (2014)
- 2015 (2015)
- Oynat (2016)
- Sevgililer Günü (2017)